# 异长穗小檗
异长穗小檗（学名：Berberis feddeana）为小檗科小檗属的植物，为中国的特有植物。分布在中国大陆的甘肃、湖北、四川、青海、陕西等地，生长于海拔800米至3,000米的地区，多生于山地沟边、路边灌丛中及林缘，目前尚未由人工引种栽培。